# Parts per quadrillion
ppq, från amerikansk engelska parts per quadrillion, "antal per biljard", står för en biljarddel. Det är ett mått på andel eller koncentration.
ppq är en dimensionslös storhet, som utöver att beskrivas som en biljarddel även kan sägas representera talet 10-15.
ppq används ibland inom kemin.

## Relaterade begrepp
- Procent (%)
- Promille (‰)
- Parts per million (ppm) – miljondel
- Parts per billion (ppb) – miljarddel
- Parts per trillion (ppt) – biljondel